# Бутовський Семен Юхимович
Бутовський Семен Юхимович (24 травня 1886, Полтавська губернія — 12 квітня 1967, Філадельфія, США) — український артист опери, концертний співак (драматичний тенор), режисер, актор.

## Життєпис
Протягом 1908—1915 років виступав в Українському музично-драматичному театрі Садовського у Києві. У 1915—1916 роках працював у Товаристві українських акторів під керівництвом Івана Мар'яненка, за участю Марії Заньковецької та Панаса Саксаганського (Київ, Одеса). У 1919 році входив до складу художньої комісії новоствореного оперного театру «Музична драма», виступав в ньому як соліст (до вересня 1919 року).
З 1929 року — режисер Одеського оперного театру. Надалі, у 1931—1943 роках — режисер Дніпропетровського театру опери та балету.
З 1944 року перебував у Німеччині. Потім працював режисером Українського пересувного театру в Зальцбурзі, Австрія. Пізніше переїхав до США.

## Репертуар
Оперний репертуар:
- Перші партії: Еол («Енеїда» М. Лисенко, 1910), Сулейман II («Бранка Роксоляна» Д. В. Січинського, 1912).
- Інші партії: Андрій («Запорожець за Дунаєм» С. Гулак-Артемовського), Левко («Утоплена» М. Лисенко), Петро («Наталка Полтавка» М. Лисенко), Андрій Безверхий («Катерина» М. Аркаса); Йонтек («Галька» С. Монюшко), Туридду («Сільська честь» П. Масканьї).

Концертний репертуар:
- Твори С. Гулак-Артемовського, М. Лисенко, К. Стеценко, Я. Степового, Д. В. Січинського.
- Українські народні пісні.

## Постановки
В Одесі:
- 1930 — «Золотий обруч» Б. Лятошинського (перше виконання);
- 1929 — «Дума Чорноморська» Б. Яновського;
- 1929 — «Тарас Бульба» М. Лисенко.

У Дніпропетровську: 
- 1938 — «Заколот» Леона Олександровича Ходжа-Ейнатова;
- 1939 — «Щорс» Б. Лятошинського;
- 1939 — «Отелло» Дж. Верді.